# Arabis verdieri
Arabis verdieri är en korsblommig växtart som beskrevs av Quezel. Arabis verdieri ingår i släktet travar, och familjen korsblommiga växter. Inga underarter finns listade i Catalogue of Life.